# Lieutenant-gouverneur de l'Arkansas
Le lieutenant-gouverneur de l'Arkansas préside le Sénat de Arkansas  (avec un vote double en cas d'égalité). Il remplace le gouverneur quand celui-ci est hors de l'État, et assure l’intérim s'il est destitué, démis de ses fonctions, décède ou est dans l'impossibilité d'assurer sa fonction gouvernementale. Le poste de lieutenant-gouverneur est élu séparément de celui de gouverneur.

## Histoire
Le poste de lieutenant-gouverneur a été créé par le sixième amendement de la Constitution de l'Arkansas en 1914, mais n'a pas été appliquée avant 1927. L'amendement a été approuvé par l'électorat en 1914, avec des rendements montrant 45,567 pour et 45,206 contré. Le « speaker » de la Chambre déclara la mesure rejetée parce qu'elle n'avait pas obtenu la majorité absolue des 135,517 voix possibles. En 1925, il a été découvert que le référendum de 1910 avait modifié cette disposition de majorité requise, de sorte que seule une majorité simple des votants sur une question spécifique était nécessaire. Ainsi, en 1926, l'amendement de 1914 a été déclarée valide et Harvey Parnell a été élu premier lieutenant-gouverneur de l'Arkansas.

## Liste des lieutenants-gouverneurs de l'Arkansas
| No.                                                             | Lieutenant-gouverneur  | Lieutenant-gouverneur  | Lieutenant-gouverneur              | Période                             | Parti                 | Élection                                   | Gouverneur     | Gouverneur             |   |
| --------------------------------------------------------------- | ---------------------- | ---------------------- | ---------------------------------- | ----------------------------------- | --------------------- | ------------------------------------------ | -------------- | ---------------------- | - |
| 1                                                               |                        |                        | Calvin C. Bliss                    | 18 avril 1864 – 2 juillet 1868      | Républicain           | 1864                                       |                | Isaac Murphy           |   |
| 2                                                               |                        | James M. Johnson       | 2 juillet 1868 – 14 mars 1871      | Républicain                         | 1868                  | Powell Clayton (démission le 17 mars 1871) |                |                        |   |
| —                                                               | Vacant                 | Vacant                 | Vacant                             | 14 mars 1871 – 6 janvier 1873       | 1868                  | Powell Clayton (démission le 17 mars 1871) | —              |                        |   |
| —                                                               | Vacant                 | Vacant                 | Vacant                             | 14 mars 1871 – 6 janvier 1873       | 1868                  | Ozra Amander Hadley                        | —              |                        |   |
| 3                                                               |                        |                        | Volney V. Smith                    | 6 janvier 1873 – 12 novembre 1874   | Républicain           | 1872                                       | Elisha Baxter  |                        |   |
| La fonction n'existe pas du 12 novembre 1874 au 11 janvier 1927 |                        |                        |                                    |                                     |                       |                                            |                |                        |   |
| 4                                                               |                        |                        | Harvey Parnell                     | 11 janvier 1927 – 4 mars 1928       | Démocrate             | 1926                                       |                | John Ellis Martineau   |   |
| —                                                               | Vacant                 | Vacant                 | Vacant                             | 4 mars 1928 – 14 janvier 1929       | —                     | 1926                                       | Harvey Parnell |                        |   |
| 5                                                               |                        |                        | Lee Cazort                         | 14 janvier 1929 – 12 janvier 1931   | Démocrate             | 1928                                       | Harvey Parnell |                        |   |
| 6                                                               |                        | Lawrence Elery Wilson  | 12 janvier 1931 – 10 janvier 1933  | Démocrate                           | 1930                  |                                            | Harvey Parnell |                        |   |
| 7                                                               |                        | Lee Cazort             | 10 janvier 1933 – 12 janvier 1937  | Démocrate                           | 1932                  | Junius Marion Futrell                      |                |                        |   |
| 7                                                               | 1934                   | Lee Cazort             | 10 janvier 1933 – 12 janvier 1937  | Démocrate                           |                       | Junius Marion Futrell                      |                |                        |   |
| 8                                                               |                        | Robert L. Bailey       | 12 janvier 1937 – 12 janvier 1943  | Démocrate                           | 1936                  | Carl Edward Bailey                         |                |                        |   |
| 8                                                               | 1938                   | Robert L. Bailey       | 12 janvier 1937 – 12 janvier 1943  | Démocrate                           |                       | Carl Edward Bailey                         |                |                        |   |
| 8                                                               | 1940                   | Robert L. Bailey       | 12 janvier 1937 – 12 janvier 1943  | Démocrate                           | Homer Martin Adkins   |                                            |                |                        |   |
| 9                                                               |                        | James L. Shaver        | 12 janvier 1943 – 14 janvier 1947  | Démocrate                           | Homer Martin Adkins   | 1942                                       |                |                        |   |
| 9                                                               | 1944                   | James L. Shaver        | 12 janvier 1943 – 14 janvier 1947  | Démocrate                           | Benjamin Travis Laney |                                            |                |                        |   |
| 10                                                              |                        | Nathan Green Gordon    | 14 janvier 1947 – 10 janvier 1967  | Démocrate                           | Benjamin Travis Laney | 1946                                       |                |                        |   |
| 10                                                              | 1948                   | Nathan Green Gordon    | 14 janvier 1947 – 10 janvier 1967  | Démocrate                           | Sid McMath            |                                            |                |                        |   |
| 10                                                              | 1950                   | Nathan Green Gordon    | 14 janvier 1947 – 10 janvier 1967  | Démocrate                           | Sid McMath            |                                            |                |                        |   |
| 10                                                              | 1952                   | Nathan Green Gordon    | 14 janvier 1947 – 10 janvier 1967  | Démocrate                           | Francis Cherry        |                                            |                |                        |   |
| 10                                                              | 1954                   | Nathan Green Gordon    | 14 janvier 1947 – 10 janvier 1967  | Démocrate                           | Orval Faubus          |                                            |                |                        |   |
| 10                                                              | 1956                   | Nathan Green Gordon    | 14 janvier 1947 – 10 janvier 1967  | Démocrate                           | Orval Faubus          |                                            |                |                        |   |
| 10                                                              | 1958                   | Nathan Green Gordon    | 14 janvier 1947 – 10 janvier 1967  | Démocrate                           | Orval Faubus          |                                            |                |                        |   |
| 10                                                              | 1960                   | Nathan Green Gordon    | 14 janvier 1947 – 10 janvier 1967  | Démocrate                           | Orval Faubus          |                                            |                |                        |   |
| 10                                                              | 1962                   | Nathan Green Gordon    | 14 janvier 1947 – 10 janvier 1967  | Démocrate                           | Orval Faubus          |                                            |                |                        |   |
| 10                                                              | 1964                   | Nathan Green Gordon    | 14 janvier 1947 – 10 janvier 1967  | Démocrate                           | Orval Faubus          |                                            |                |                        |   |
| 11                                                              |                        |                        | Maurice Lee Britt                  | 10 janvier 1967 – 12 janvier 1971   | Républicain           | 1966                                       |                | Winthrop Rockefeller   |   |
| 11                                                              | 1968                   |                        | Maurice Lee Britt                  | 10 janvier 1967 – 12 janvier 1971   | Républicain           |                                            |                | Winthrop Rockefeller   |   |
| 12                                                              |                        |                        | Bob C. Riley                       | 12 janvier 1971 – 3 janvier 1975    | Démocrate             | 1970                                       |                | Dale Bumpers           |   |
| 12                                                              | 1972                   |                        | Bob C. Riley                       | 12 janvier 1971 – 3 janvier 1975    | Démocrate             |                                            |                | Dale Bumpers           |   |
| —                                                               | Gouverneur par intérim | Gouverneur par intérim | Gouverneur par intérim             | 3 janvier 1975 – 14 janvier 1975    | —                     | Bob C. Riley                               |                |                        |   |
| 13                                                              |                        |                        | Joe Purcell                        | 14 janvier 1975 – 3 janvier 1979    | Démocrate             | 1974                                       | David Pryor    |                        |   |
| 13                                                              | 1976                   |                        | Joe Purcell                        | 14 janvier 1975 – 3 janvier 1979    | Démocrate             |                                            | David Pryor    |                        |   |
| —                                                               | Gouverneur par intérim | Gouverneur par intérim | Gouverneur par intérim             | 3 janvier 1979 – 9 janvier 1979     | —                     | Joe Purcell                                |                |                        |   |
| 13                                                              |                        |                        | Joe Purcell                        | 9 janvier 1979 – 19 janvier 1981    | Démocrate             | 1978                                       | Bill Clinton   |                        |   |
| 14                                                              |                        | Winston Bryant         | 19 janvier 1981 – 15 janvier 1991  | Démocrate                           | 1980                  |                                            | Frank D. White |                        |   |
| 14                                                              | 1982                   | Winston Bryant         | 19 janvier 1981 – 15 janvier 1991  | Démocrate                           |                       | Bill Clinton                               |                |                        |   |
| 14                                                              | 1984                   | Winston Bryant         | 19 janvier 1981 – 15 janvier 1991  | Démocrate                           |                       | Bill Clinton                               |                |                        |   |
| 14                                                              | 1986                   | Winston Bryant         | 19 janvier 1981 – 15 janvier 1991  | Démocrate                           |                       | Bill Clinton                               |                |                        |   |
| 15                                                              |                        | Jim Guy Tucker         | 15 janvier 1991 – 12 décembre 1992 | Démocrate                           | 1990                  | Bill Clinton                               |                |                        |   |
| —                                                               | Vacant                 | Vacant                 | Vacant                             | 12 décembre 1992 – 20 novembre 1993 | 1990                  | —                                          | Jim Guy Tucker |                        |   |
| 16                                                              |                        |                        | Mike Huckabee                      | 20 novembre 1993 – 15 juillet 1996  | Républicain           | 1993 (spéciale)                            | Jim Guy Tucker |                        |   |
| 16                                                              | 1994                   |                        | Mike Huckabee                      | 20 novembre 1993 – 15 juillet 1996  | Républicain           |                                            | Jim Guy Tucker |                        |   |
| —                                                               | Vacant                 | Vacant                 | Vacant                             | 15 juillet 1996 – 19 novembre 1996  | —                     |                                            | Mike Huckabee  |                        |   |
| 17                                                              |                        |                        | Winthrop Paul Rockefeller          | 19 novembre 1996 – 16 juillet 2006  | Républicain           | 1996 (spéciale)                            | Mike Huckabee  |                        |   |
| 17                                                              | 1998                   |                        | Winthrop Paul Rockefeller          | 19 novembre 1996 – 16 juillet 2006  | Républicain           |                                            | Mike Huckabee  |                        |   |
| 17                                                              | 2002                   |                        | Winthrop Paul Rockefeller          | 19 novembre 1996 – 16 juillet 2006  | Républicain           |                                            | Mike Huckabee  |                        |   |
| —                                                               | Vacant                 | Vacant                 | Vacant                             | 16 juillet 2006 – 9 janvier 2007    | —                     |                                            | Mike Huckabee  |                        |   |
| 18                                                              |                        |                        | Bill Halter                        | 9 janvier 2007 – 11 janvier 2011    | Démocrate             | 2006                                       |                | Mike Beebe             |   |
| 19                                                              |                        |                        | Mark Darr                          | 11 janvier 2011 – 1er février 2014  | Républicain           | 2010                                       |                | Mike Beebe             |   |
| —                                                               | Vacant                 | Vacant                 | Vacant                             | 1er février 2014 – 13 janvier 2015  | —                     | 2010                                       |                | Mike Beebe             |   |
| 20                                                              |                        |                        | Tim Griffin                        | 13 janvier 2015 – 10 janvier 2023   | Républicain           | 2014 2018                                  |                | Asa Hutchinson         | — |
| 21                                                              |                        |                        | Leslie Rutledge                    | 10 janvier 2023 – en cours          | Républicain           | 2022                                       |                | Sarah Huckabee Sanders |   |